# Авалосы
Род д’А́валос, де А́валос (итал. d'Avalos, исп. de Ávalos) — знатная итальянская семья испанского происхождения эпохи Ренессанса. Резиденцией династии был Арагонский замок (Кастелло Арагонесе) на острове Искья в Неаполитанском заливе.

## Происхождение
Родриго (Руй) Лопес де Авалос (1357—1428) был толедским аристократом, который принял участие в гражданских войнах Кастилии во время правления Хуана II и умер в изгнании в Валенсии, став героем пьесы Тирсо де Молина («Счастливый жребий дона Альваро и несчастная судьба Руй Лопеса д’Авалоса»). Его сын Иньиго (Игнасио), пошёл на службу к Альфонсо V Арагонскому и оказался в его владениях в Неаполе, где вступил в выгодный брак с представительницей семьи Аквино по имени Антонелла и получил титул маркиза Пескары (ум. 1484).
Ему наследовал сын Альфонсо, который получил вслед за ним маркизат, женился на аристократке из семьи Кардона и был предательски убит во время французского вторжения в Неаполь. Его единственный сын Фернандо д’Авалос (1489—1525), женатый на поэтессе Виттории Колонна, стал кондотьером и способствовал славе своей семьи, участвуя во многих сражениях. Их брак был бездетным, и титул перешёл его кузену, Альфонсо д’Авалосу (1502—1546), маркизу дель Васто, родоначальнику основной ветви семьи и модели нескольких портретов Тициана.
Из потомков последнего известна Мария д’Авалос (1562—1590), жена композитора Джезуальдо да Веноза, убитая им из ревности; а современницей и кузиной была Констанца д’Авалос (1460—?) герцогиня Франкавилья, вдова Федериго дель Бальцо, которую называли в числе возможных моделей Джоконды, тёзка которой Констанца д’Авалос Пикколомини (ум. 1560), герцогиня Амальфи, была известна как поэтесса.

## Владения

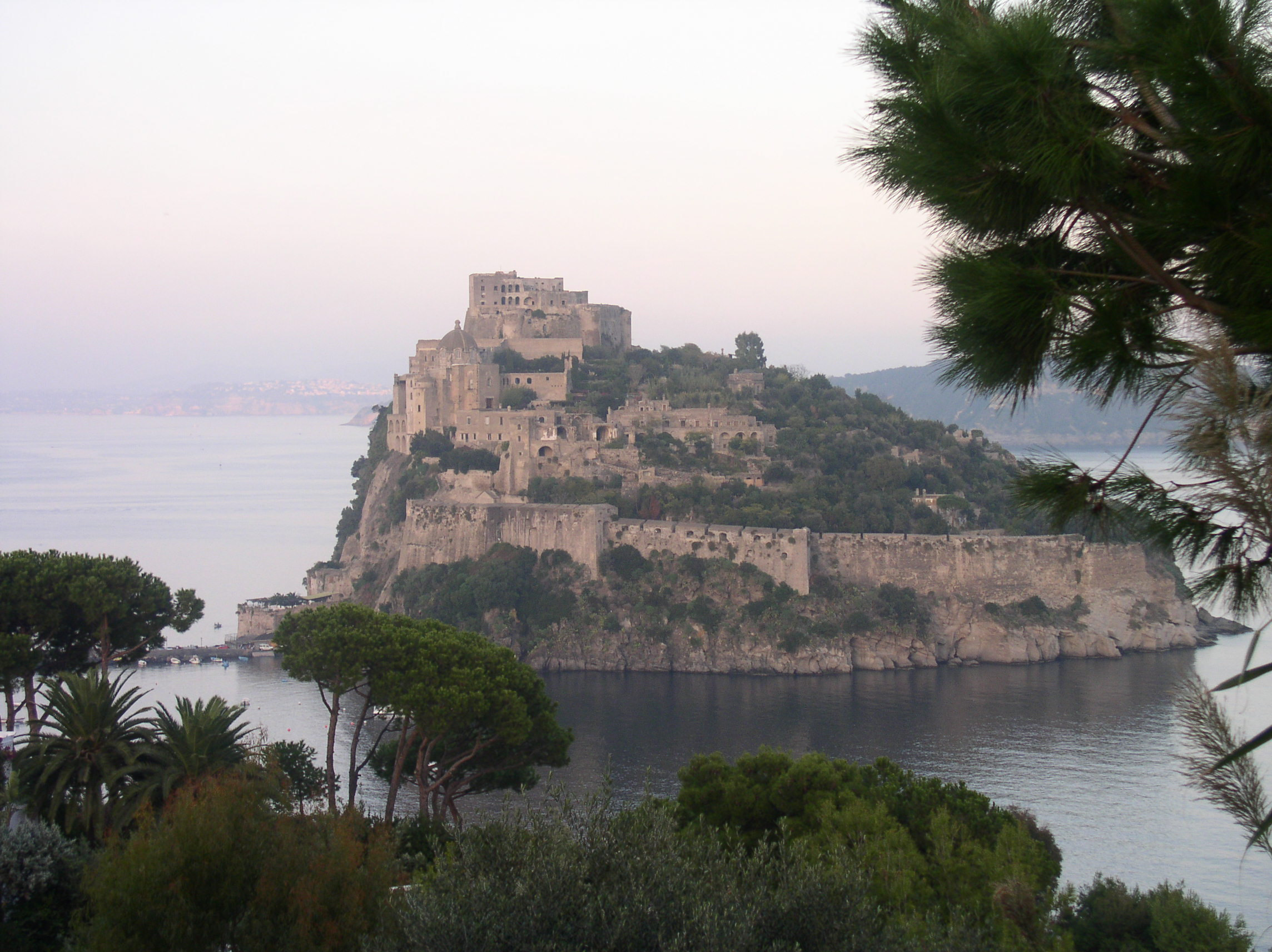
Арагонский замок

- Остров Иския был передан под управление Иньиго д’Авалоса, маркиза Пескары в 1495 году.

## Родословное древо
1. Родриго (Руй) Лопес де Авалос (1357—1428). 1-я супруга — Констанца Товар[1]; 2-я — Эльвира де Гевара[2]
  1. Иньиго д’Авалос (ум. 1483), граф Монтеодорисио. Супруга — Антонелла д’Аквино, маркиза Пескары.
    1. Альфонсо д’Авалос. Супруга — Диана (или Ипполита) Кордона
      1. Фернандо д’Авалос (1489—1525). Супруга — Виттория Колонна

    2. Иньиго д’Авалос (ок. 1467—1503). Супруга — Лаура ди Сан Северино
      1. Альфонсо д’Авалос (1502—1546) маркиз ди Васто ди Пескара, граф ди Монтеодоризьо (1526), принц ди Франкавилла, гранд Испании, испанский генерал-капитан (1536), губернатор Милана (1538-44). Его супруга — Мария д’Арагона (1503—1568)[3]
        1. Ферранте Франческо (1531—1571)
          1. Альфонсо Феличе (1564—1593)
            1. Мария Каталина (1586—1618). Супруг — Камилло II Гонзага

        2. Иниго (1535—1600), кардинал (1561)
        3. Карло (1539—1612), принц ди Монтесаркио
          1.             1. Мария (1562—1590). Супруг — Карло Джезуальдо

        4. Чезаре (1536—1614), маркиз делла Падула, гранд камергер Неаполя, ж- Лукреция дель Туфо
          1. Иниго (1578—1632), принц ди Франкавилла
            1. Ферранте Франческо  (1601—1665), гранд камергер Неаполя (1632)
              1.  Франческа (+1676) Принц Авеллино, герц. Атрипальда. Супруга — Марино Караччиоло.
              2. Диего (+1697), принц ди Изерния (1646), гранд камергер Неаполя (1665), супруга — Франческа Караффа
                1. Изабелла (+1695). Супруг — Карло Караффа, принц ди Роккелла(1651-95)
                2. Фердинандо Франческо (1651-72)
                3. Чезаре Микеланжело (1667—1729), принц ди Пескара ди Изерния ди Франкавилла, испанский посланник в Вене. На нём пресеклась линия, владевшая островом Иския, и он отошёл королю

          2. Джованни (+1638), принц ди Монтесарчио
            1.  Андреа (1618—1709), принц ди Монтесарчио, гранд Испании
            2. Франческо (+1655), принц ди Тройя
              1. Джованни (+1712), принц ди Тройя ди Монтесарчио
                1. Никколо (+1729), принц ди Тройя ди Монтесарчио
                  1. Джован Баттиста (1694—1749), принц ди Тройя ди Монтесарчио ди Витуланоринц ди Пескара ди Франкавилла ди Васто, гранд камергер Неаполя (1729)
                  2. Диего (1697—1764), принц ди Тройя ди Монтесарчио ди Витуланоринц ди Пескара ди Франкавилла ди Васто, гранд камергер Неаполя (1749). Супруга — Элеонора Аквавива д’Арагона
                    1. Томмазо (1752—1802), принц ди Тройя ди Монтесарчио ди Витуланоринц ди Пескара ди Франкавилла ди Васто, гранд камергер Неаполя (1764)
                      1. Диего (1773—1797)
                        1. Фердинандо (1794—1841), принц ди Тройя ди Монтесарчио ди Витуланоринц ди Пескара ди Франкавилла ди Васто, гранд камергер Неаполя (1806)
                          1. Альфонсо (1796—1861), принц ди Тройя ди Монтесарчио ди Витуланоринц ди Пескара ди Франкавилла ди Васто, гранд камергер Неаполя (1841)

                2. Андреа (+1746). Супруга — Космантония Караччиоло, герц. Келенца
                  1. Карло Чезаре (1727—1810), герцог ди Келенца, принц ди Торребруна
                    1. Андреа (1766—1812), герцог ди Келенца, принц ди Торребруна (1810)
                    2. Гаэтано (1775—1855), герцог д’Авалос (1813)
                      1. Карло (1817—1866), герцог д’Авалос (1855)
                        1. Гаэтано (1846—1865)

                      2. Франческо (1819—1885), 4-й герцог д’Авалос (1866), принц ди Пескара ди Франкавилла
                        1. Джузеппе (1865—1907), 5-й герцог д’Авалос (1885)
                          1. Франческо (1889—1927), 6-й герцог д’Авалос (1907)
                          2. Карло (1891—1970), 7-й герцог д’Авалос (1927)
                            1. Франческо[итал.] (1930—2014) 8-й герцог д’Авалос, 19-й принц ди Франкавилла, 12-й принц ди Пескара ди Васто (1970)
                              1. Андреа (1971)